# Männer, Helden, schwule Nazis
Männer, Helden, schwule Nazis è un documentario cinematografico del 2005 scritto, diretto e prodotto dal regista Rosa von Praunheim.
L'autore ha dichiarato nello stesso documentario di aver voluto espressamente ritrarre i suoi soggetti, dai gay skinhead agli appartenenti alla vera e propria estrema destra neonazista, non come "mostri", bensì come persone che vivono all'interno di loro stesse una situazione esistenziale di drammatica contraddizione.

## Trama
Il racconto parte dalla descrizione della vita di alcuni noti omosessuali che furono molto vicini a Adolf Hitler e che lo aiutarono attivamente nella sua ascesa, per parlare subito dopo dei moderni cultori gay del neonazismo. Viene documentato poi il fascino che da sempre una certa corrente omosessuale prova nei confronti della destra politica in generale e di quella fascista in particolare.
Si racconta anche della morte per AIDS, avvenuta nel 1991, del leader incontrastato dei neonazisti tedeschi dagli anni '70 in poi, Michael Kühnen, che nel 1986 rivelò la propria omosessualità attraverso la pubblicazione di un opuscolo intitolato Nazionalsocialismo e omosessualità.